# The Gray Race
The Gray Race es el noveno álbum de estudio de Bad Religion. Fue lanzado al mercado el 27 de febrero de 1996 por Atlantic Records, lo que supone el segundo álbum de la multinacional con la banda californiana tras Stranger than Fiction. También, es el primer álbum que la banda graba sin el influyente guitarrista y compositor Mr. Brett, tras la marcha de éste en 1994. Su sustituto en este álbum sería Brian Baker, quien continuaría en la guitarra incluso con la vuelta de Gurewitz.
El disco tuvo una buena acogida por parte del público, consiguiendo el puesto 56 del Billboard 200 de 1996, gracias, en parte, a éxitos como el del sencillo "A Walk" o "Punk Rock Song".
A modo de curiosidad, no existe una única portada del Gray Race. Fueron lanzados 10 tipos de portadas distintas, todas ellas con retratos de distintas personas y razas. Con la marcha de Mr. Brett, Greg Graffin asume la composición de todos los temas del disco.
El álbum fue reeditado por la discográfica Epitaph en septiembre de 2008.

## Listado de canciones
| N.º | Título                   | Escritor(es)   | Duración |  |
| 1.  | «The Gray Race»          | Graffin, Baker | 2:06     |  |
| 2.  | «Them and Us»            | Graffin        | 2:50     |  |
| 3.  | «A Walk»                 | Graffin        | 2:14     |  |
| 4.  | «Parallel»               | Graffin        | 3:19     |  |
| 5.  | «Punk Rock Song»         | Graffin        | 2:27     |  |
| 6.  | «Empty Causes»           | Graffin        | 2:51     |  |
| 7.  | «Nobody Listens»         | Graffin, Baker | 1:57     |  |
| 8.  | «Pity the Dead»          | Graffin        | 2:56     |  |
| 9.  | «Spirit Shine»           | Graffin, Baker | 2:11     |  |
| 10. | «The Streets of America» | Graffin, Baker | 3:48     |  |
| 11. | «Ten in 2010»            | Graffin        | 2:22     |  |
| 12. | «Victory»                | Graffin        | 2:36     |  |
| 13. | «Drunk Sincerity»        | Graffin        | 2:13     |  |
| 14. | «Come Join Us»           | Graffin        | 2:03     |  |
| 15. | «Cease»                  | Graffin        | 2:35     |  |

## Créditos
- Greg Graffin - cantante
- Brian Baker - guitarra
- Greg Hetson - guitarra
- Jay Bentley - bajo
- Bobby Schayer - batería

- Ric Ocasek - productor
- George Marino - masterización
- Bruce Calder - ingeniero de sonido
- Frank Gargiulo - diseño

- Datos: Q1783248